# Bomílcar (sufete)
Bomílcar (siglo III a. C.) fue un noble cartaginés, que fue general en la segunda guerra púnica.
Era el padre de Hannón, quien dirigió una parte del ejército de Aníbal en el paso del Ródano, 218 a. C. Este Bomílcar se cree que fue uno de lo sufetes cartagineses (rex, no pretor) y que presidió la asamblea del senado donde se proclamó la segunda guerra púnica.